# Ella Marie Hætta Isaksen
Ella Marie Hætta Isaksen (født 25 . april 1998) er en norsk, samisk musiker fra Tana. I 2016 vandt Isaksen Sámi Grand Prix med sin selvskrevne sang "Luoddaearru" og i 2017 vandt hun Liet International med samme sang. I 2017 var Isaksen med til at starte bandet ISÁK. I oktober 2018 vandt hun NRK-programmet Stjernekamp.
Hun var fylkesleder i miljøbeskyttelseorganisationen Natur og Ungdom fra januar 2015 til januar 2016, og havde hverv i organisationen frem til hun blev ansat som kampagnesekretær sommeren 2017. Endvidere blev hun valgt ind i Natur og Ungdoms centralstyre i januar 2018, hvor hun sad i et halvt år, indtil hun i sommeren 2018 valgte at fokusere på musikken.
I 2019 modtog hun Brobyggerprisen fra Norske kirkeakademier.